# Shamrock Rovers Football Club II
El Shamrock Rovers Football Club II fue el equipo filial del Shamrock Rovers Football Club, equipo de fútbol de Irlanda.

## Historia
Fue fundado en el año 1920 en la ciudad de Tallaght en el sur de Dublín como Shamrock Rovers B como el equipo filial del Shamrock Rovers FC, debutando en ese año en la Leinster Senior League, donde ganó el título de la primera división en dos ocasiones y ganó la copa Metropolitana en ocho ocasiones.
A mediados de los años 1960 fue uno de los equipos fundadores de la División B de Irlanda, en la cual fue líder general en la temporada 1967/68 y ganó la liga en tres ocasiones entre los años 1980 y 1990.
Entre 2008 y 2011 formó parte de la A Championship con el nombre Shamrock Rovers A, liga en la que participaban los equipos filiales de República de Irlanda, donde ganó el título en 2009 y la liga desaparece en 2011, pasando en 2013 a la Primera División de Irlanda tras tomar el lugar del Mervue United, donde jugó hasta 2015 cuando fue reemplazado por el Cabinteely FC.
En enero de 2020 regresa a la Primera División de Irlanda con su nombre actual.

## Entrenadores
- Jimmy Dunne (1939-1940)
- Andrew Myler (2009-2011)
- Colin Hawkins (2014)
- Aidan Price (2020-2021)

## Palmarés

### Torneos nacionales
- División B (4): 1967-68, 1984-85, 1986-87, 1995-96
- A Championship (1): 2009

### Torneos locales
- Liga de Leinster (2): 1924-25, 1939-40
- Copa de Leinster (8): 1924-25, 1927-28, 1934-35, 1939-40, 1946-47, 1947-48, 1948-49, 1949-50